# رد جرارد
رد جرارد (انگلیسی: Red Gerard؛ زادهٔ ۲۹ ژوئن ۲۰۰۰) اسنوبردسوار اهل ایالات متحده آمریکا است.
او در مسابقات کشوری و بین‌المللی در مجموع برندهٔ ۲ مدال طلا، ۱ مدال برنز شده‌است.